# فورد، نورث‌آمبرلند
فورد (به انگلیسی: Ford) یک روستا و محله مدنی در بریتانیا است که در نورث‌آمبرلند واقع شده‌است. فورد ۴۹۳ نفر جمعیت دارد.